# Paul Wilstadius
Paul Wilstadius, född 24 maj 1905 i Villstad, död 2 juli 1978 i Höör, var en svensk personhistoriker och matrikelutgivare.

## Biografi
Wilstadius tog sitt efternamn efter födelsesocknen, Villstads socken i Finnveden, Småland. Redan vid 12 års ålder gick han ut i yrkeslivet och arbetade som sågverksarbetare under tonåren innan han påbörjade sina studier. Efter studentexamen som privatist i Göteborg 1925 avlade han tandläkarexamen vid Tandläkarhögskolan i Stockholm 1931. Åren 1932-68 var han verksam som tandläkare i Lund.
Sin fritid kom han att ägna åt sitt stora livsintresse: genealogisk och kulturhistorisk forskning, främst fokuserad på Småland.
Listan över tryckta skrifter och artiklar av Wilstadius penna är lång. Släktforskare, särskilt de med intresse för småländska präster, kommer alltid att känna en stor tacksamhet inför den gigantiska arbetsinsats Wilstadius gjort inte minst vid upprättandet av de många matriklarna över småländska studenter under 1600-,1700- och 1800-talen. 
Med målsättningen att ha arbetet tryckfärdigt till Helsingfors universitets (ursprungligen Kungliga Akademien i Åbo) 300-årsjubileum år 1940 påbörjade Wilstadius det svåra arbetet med upprättandet av en biografisk matrikel över Smålands nation i Åbo. Kriget kom dock emellan, och först 1945 hade han matrikeln färdig. Av ekonomiska skäl kom dock endast första delen, som sträckte sig fram till år 1677, att tryckas 1946. Först 1985 kunde den avslutande delen utgivas genom historieprofessorn  Sten Carlssons försorg. och tryckas genom Personhistoriska samfundet.  

### Smolandica
Paul Wilstadius magnum opus är dock det väldiga verket Smolandi Upsalienses; biografier med genealogiska notiser om smålandsstudenter vid Uppsala universitet under 1500-, 1600-, 1700- och 1800-talen. Verket, som är på drygt 2000 sidor och omfattar sju delar, har Paul Wilstadius som huvudförfattare. Gösta Gideon Molin påbörjade det gigantiska arbetet med verket i början av 1940-talet, och var klar med första bandet under hösten 1953. Molin avled dock innan volymen låg färdig i tryck. Fem år efter vännens död återupptog Wilstadius arbetet med matrikeln och 1968 kunde han trycka del två (som omfattade perioden 1626-1645). Del V av verket lämnade trycket samma år som Wilstadius dog. Genom den ovan nämnde Sten Carlsson kunde Wilstadius efterlämnade manuskript till resterande delar tryckas efter hans död; Del VI år 1986 och den avslutade delen 1990.
I sitt privata bibliotek hade Wilstadius landets kanske förnämsta samling Smolandica. Hans exlibris visar en karta över Småland och omskriften ”Ex Collectione de Smolandia, Librorum Vilstadii”
Vid 65 års ålder utnämndes Wilstadius år 1970 till filosofie hedersdoktor vid Lunds universitet.
Paul Wilstadius omfattande samling av excerpter förvaras i Handskriftsavdelningen vid Lunds universitetsbibliotek.